# Концентрациони логор Штутхоф
Штутхоф је био први нацистички концентрациони логор који је изграђен ван граница Немачке из 1937. Изградња логора завршена је 2. септембра 1939, а налазио се близу малог града Штутово који је био у саставу бивше територије Слободног града Данциг, 34 km источно од данашњег Гдањска у Пољској. Штутхоф је био последњи логор којег су ослободили савезници. Ослобођен је 9. маја 1945. У логору је страдало више од 85.000 особа, док је укупан број логораша био око 110.000.
Нацисти су због напредовања Црвене армије започели евакуацију логора у јануару 1945. Тада је у логору било око 50.000 затвореника, махом Јевреја. Око 5.000 затвореника је одведено на обалу Балтичког мора, где су присиљени да уђу у воду а затим стрељани. Хиљаде других затвореника је умрло или убијено током евакуације, када су били присиљени да ходају по великој хладноћи. Процјењује се да је током евакуације убијено или умрло око 25.000 затвореника, половина од укупног броја.